# Ammodramus nelsoni
Ammodramus nelsoni е вид птица от семейство Овесаркови (Emberizidae).

## Разпространение
Видът е разпространен в Канада, Мексико и САЩ.